# Avrigus
Avrigus ist ein australisches Gothic-Metal-Duo aus Sydney, das 1991 gegründet wurde.

## Geschichte
Avrigus wurde 1991 von Simon Gruer gegründet. Jedoch ist Avrigus als Band erst seit 1995 aktiv, nachdem er 1993 die Sängerin Judy Chiara kennengelernt hatte. Nachdem sich Gruers Band Cruciform aufgelöst hatte, konnte er sich voll auf Avrigus konzentrieren und das Duo begann mit den ersten Demoaufnahmen. Im März 1998 erschien daraufhin über Warhead Records die erste EP unter dem Namen The Final Wish. Anfang 2000 hatte die Gruppe ihre Arbeiten zum Debütalbum abgeschlossen. Da Warhead Records mittlerweile nicht mehr existierte, machte sich die Gruppe auf die Suche nach einem anderen Label. Durch Chiara erreichte die Band einen Vertrag bei dem niederländischen Label Hammerhead Records. Bei dessen Sub-Label Well of Urd Records wurde daraufhin im Februar 2001 das Debütalbum The Secret Kingdom veröffentlicht. Das Album war jedoch kein finanzieller Erfolg für die Gruppe. Nachdem das Duo weiter gemeinsam zusammen gearbeitet hatte, verkündete Gruer im Mai 2007 Chiaras Ausstieg. Ende 2009 wurden die Arbeiten zum Album The Hidden Citadel mit der Sängerin Megan Robins aka Megan Tassaker beendet. Mitte 2010 erschien in Eigenveröffentlichung die aus fünf Liedern bestehende EP Beauty and Pain.

## Stil
Stefan Müller vom Metal Hammer meinte, dass in den Songs „[g]etragene Ambient-Sounds“ auf „in Moll glühende Gitarren“ träfen, worüber der Gesang Chiaras schwebe. Im Interview mit ihm gab Chiara an, dass die Band aufgrund der gemeinsamen Vorliebe Gruers und Chiaras zu Anathema und My Dying Bride gegründet wurde. Die Texte seien nur auf den ersten Schein negativ, wenn man sich mit ihnen genauer beschäftige, könne man ihnen eine positive Seite abgewinnen. Laut Müller zeichnet sich die Musik durch eine „Verbindung sphärischer Klänge im Stil von Dead Can Dance und den schweren Riffs, wie sie My Dying Bride verwenden“ aus. Robert Pöpperl-Berenda vom Rock Hard stellte in seiner Rezension zu The Secret Kingdom fest, dass die Band hierauf zwar orchestral, aber wenig mitreißend klinge. Die Gruppe versuche Dead Can Dance nachzueifern, woran sie jedoch scheitere, da sie „nur selten eine prickelnde Gänsehaut-Atmosphäre erzeugen können“. Metal-Einflüsse konnte er aus dem Album nicht heraushören. Laut Svartalv von Metal.de vermischt die Band auf dem Album „symphonische Keyboards, sanfte Piano- und Akustikpassagen, Darkwave- und dramaturgische Naturgeräusch-Effekte, fesselnde Mittelaltermelodien und bleischwere (aber nie aufdringliche) Gitarrenriffs zu einem Klangteppich“. Der Gesang erinnerte ihn mehrfach an den von Loreena McKennitt. Im späteren Verlauf kämen auch Gemeinsamkeiten zu Mortiis auf. Charakteristisch seien auch ein „abwechslungsreiches Wechselspiel aus träumerischen Klassikpassagen, erhabenen Keyboardflächen und schleppenden Doom-Riffs, epischen Songstrukturen, imposanten Chören, Harmonie- und fragilem Sologesang“, der die „poetisch-romantischen Songtexte“ vortrage. Die Musik sei für „Liebhaber melancholischer Doom-/Ambient-Musik mit Tiefgang, jenseits von Klischees und Epigonentum“ geeignet und Svartalv empfahl das Album aufgeschlossenen Fans von Die verbannten Kinder Evas oder Dead Can Dance. KwonVerge von metalstorm.net zieht Parallelen zu The 3rd and the Mortal. Psycho von nocturnalhall.de hingegen verweigert die assoziativen Vergleiche und beschreibt den Stil als eine „Mischung aus geschickt eingesetzten harten Gitarren, mittelalterlichen Einflüssen, Dark Ambient, elegischen Melodien und […] weiblichen Gesang.“  Entsprechend verfüge das Album über „spärlich eingesetzte […] Gothic-Metal-Elemente“, in den Hintergrund gemischte Gitarren-Riffs gegenüber im Vordergrund stehenden „Akustikgitarren, Pianoklänge[n] und weitflächige Keyboardsounds sowie Chöre […], womit gekonnt eine sehr ruhige und getragene Atmosphäre geschaffen“ würde.

## Diskografie
- 1998: The Final Wish (EP, Warhead Records)
- 2001: The Secret Kingdom (Album, Well of Urd Records)
- 2010: Beauty and Pain (EP, Eigenveröffentlichung)